# Las Loberas
Las Loberas är en ort i Mexiko.   Den ligger i kommunen Tecali de Herrera och delstaten Puebla, i den sydöstra delen av landet, 140 km sydost om huvudstaden Mexico City. Las Loberas ligger 1 966 meter över havet och antalet invånare är 196.
Terrängen runt Las Loberas är kuperad västerut, men österut är den platt. Runt Las Loberas är det ganska glesbefolkat, med 47 invånare per kvadratkilometer. Närmaste större samhälle är Tepeaca, 15,1 km norr om Las Loberas. I omgivningarna runt Las Loberas växer huvudsakligen savannskog.